# Кастро Идальго, Одилия
Мария Одилия Кастро Идальго (исп. María Odilia Castro Hidalgo; 1908—1999) — коста-риканская общественная и профсоюзная деятельница, учительница и медработница, коммунистка и феминистка. Основательница первого в Коста-Рике педагогического профсоюза, впоследствии получившего название Национальная ассоциация педагогов. Высланная из страны после гражданской войны в Коста-Рике за свою коммунистическую деятельность, Кастро затем смогла вернуться и инициировать несколько программ социального обеспечения. На протяжении 32 лет она преподавала и работала медсестрой в Коста-Рике и Венесуэле. Кастро была принята в Галерею женщин Национального института женщин Коста-Рики (INAMU) в 2006 году.

## Биография
Мария Одилия Кастро Идальго родилась 26 октября 1908 года в Сантьяго-де-Пурискале (Коста-Рика). Оба её родители были учителями и, когда она ещё была маленькой, перебрались в Сан-Хосе. Кастро посещала среднюю школу для девочек, участвовала в кампаниях по ликвидации неграмотности, медицинских семинарах и летних лагерях для детей из семей, больных туберкулёзом. Она хотела изучать медицину, но стоимость профильного образования была ей не по средствам, и она решила учительствовать в школах. В 1929 году Кастро получила преподавательскую квалификацию (в Escuela Normal de Heredia) и начала преподавать в школе Хуана Рафаэля Моры. Она также посещала вечерние курсы для медсестёр.
Кастро была политически активна и поддерживала левую политику Коммунистической партии Коста-Рики (затем переименованной в Народный авангард). Она и её коллеги по педагогическому цеху (Мария Альфаро де Мата, Мария Исабель Карвахаль, Адела Феррето, Анжела Гарсия, Луиса Гонсалес, Стелла Перальта, Эмилия Прието, Лилия Рамос, Эстер Сильва и Гортенсия Селайя) бросили вызов иерархическому и патриархальному обществу, сводившему роли женщины исключительно к домохозяйству, браку и материнству.
В 1939 году она приняла участие в Первом Международном конгрессе учителей, проходившем в Гаване, и, вернувшись домой, основала организацию «Объединённые учителя» (Maestros Unidos), которая позже стала Национальной ассоциацией педагогов. В 1940-х годах она работала в «культурных миссиях», призванных обеспечить сельским жителям доступ к государственным услугам. В 1947 году Кастро представляла Коста-Рику на Первом межамериканском конгрессе женщин в Гватемале, который был организован Международной женской лигой за мир и свободу для обсуждения таких вопросов, как избирательное право для женщин.
Во время гражданской войны 1948 года она служила медсестрой. По итогу войны Хосе Фигерес Феррер объявил коммунистическую партию вне закона и отправил её членов в изгнание. Кастро была выслана и жила в Мексике и Венесуэле, где работала медсестрой и изучала социальную работу.
На протяжении 1960-х годов она работала в Центре питания и здравоохранения в Сан-Педро-де-Монтес-де-Ока. В 1964 году она также представляла Коста-Рику в Боготе (Колумбия), на семинаре по социальному обеспечению в Латинской Америке. Кастро была основательницей и вице-президентом Гражданской организации Коста-Рики и Федерации волонтёрских агентств. Она также основала Ассоциацию учителей-пенсионеров и была её представителем в Совете по пенсиям и выплатам. Вплоть до своей смерти она занимала пост вице-председателя Национальной ассоциации детского фонда.
Кастро Идальго прожила долгую жизнь и умерла 15 апреля 1999 года. В 2006 году было объявлено, что она вошла в Галерею выдающихся женщин Национального института женщин Коста-Рики (INAMU).